# Yogathérapie
 (mai 2015).
Si vous disposez d'ouvrages ou d'articles de référence ou si vous connaissez des sites web de qualité traitant du thème abordé ici, merci de compléter l'article en donnant les références utiles à sa vérifiabilité et en les liant à la section « Notes et références ».

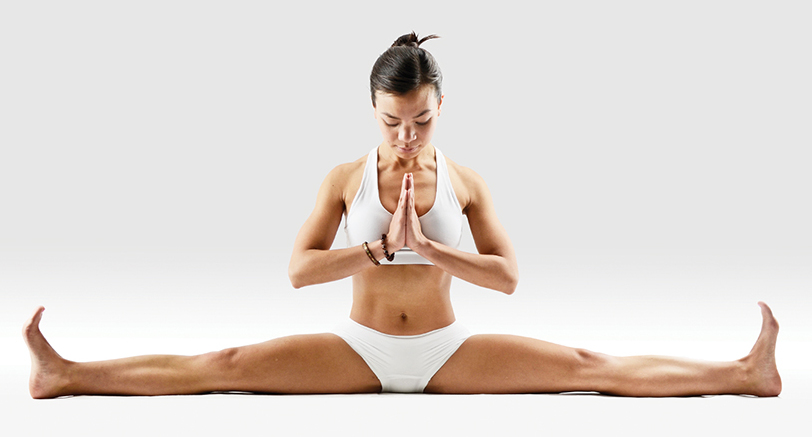
Photo de Mr. Yoga en position Namaste pendant une pratique de yoga, exécutant la posture Samakonasana

La yogathérapie est une pratique pseudomédicale fondée sur l'usage « santé » de méthodes et principes issus du Yoga. 

## Historique
Comme la plupart des pratiques pseudomédicales, la yogathérapie fait l'objet d'un suivi par la Miviludes en raison de suspicions de dérives sectaires. Des alertes ont en effet été émises concernant des adeptes abandonnant leurs traitements médicaux, ou subissant une perte de poids très importante à la suite d'un régime drastique. En outre, des dérives complotistes ont pu être identifiées,.